# 남아메리카밭쥐족
남아메리카밭쥐족(Akodontini)은 비단털쥐과 목화쥐아과에 속하는 설치류 족의 하나이다. 최소 19개 속에 106종을 포함하고 있으며, 주로 남아메리카 남쪽 절반 아래에 분포하고 2개 속만이 기아나(로라이마쥐속)와 베네수엘라(Necromys)에서 발견된다.

## 하위 속
| - 남아메리카밭쥐속 (Akodon) - 크림슨코쥐속 (Bibimys) - 브라질땃쥐생쥐속 (Blarinomys) - 브루시속 (Brucepattersonius) - 켐프풀밭쥐속 (Deltamys) - 주셀리누쥐속 (Juscelinomys) - 남아메리카자이언트쥐속 (Gyldenstolpia) - 울리자이언트쥐속 (Kunsia) | - 안데스쥐속 (Lenoxus) - 볼로쥐속 (Necromys) - 에콰도르풀밭쥐속 (Neomicroxus) - 옥시믹테루스속 (Oxymycterus) - 로라이마쥐속 (Podoxymys) - 워터하우스습지쥐속 (Scapteromys) - 세하두쥐속 (Thalpomys) - 검은풀밭쥐속 (Thaptomys) |